# V836 Геркулеса
V836 Геркулеса (лат. V836 Herculis), HD 341703 — двойная затменная переменная звезда типа Алголя (EA) в созвездии Геркулеса на расстоянии приблизительно 1879 световых лет (около 576 парсек) от Солнца. Видимая звёздная величина звезды — от +11,4m до +10,7m. Орбитальный период — около 8,4662 суток.
Открыта Майком Коллинзом в 1989 году*.

## Характеристики
Первый компонент — оранжевая звезда спектрального класса K0. Радиус — около 6,98 солнечного, светимость — около 19,98 солнечной. Эффективная температура — около 4620 K.